# José Mourinho
José Mário dos Santos Félix Mourinho (Setúbal, 26. siječnja 1963.) bivši portugalski nogometaš i nogometni trener. Trenutačno je trener Fenerbahçea. Mourinho ima nadimak "The Special One", koji je nadjenuo sam sebi dok je vodio londonski Chelsea. Britanski mediji prihvatili su taj naziv te je tako na cijelom Otoku bio poznat kao "posebni".
José Mourinho, sin je bivšeg portugalskog vratara Joséa Félixa Mourinha. 1980. započeo je nogometnu karijeru kao nogometaš, ali je bio nezadovoljan vlastitim nedostatkom nogometnih vještina te se prebacio na nogometni menadžment.
Nakon što je kratko vrijeme radio kao asistent treneru u momčadi Estrela da Amadora, Mourinho postaje prevoditelj engleskog jezika sir Bobbyju Robsonu, koji je vodio Sporting Lisabon. Od njega je Mourinho mnogo naučio. Nakon Sporting Lisabona i Porta, Robson odlazi u Barcelonu, ali sa sobom dovodi i Mourinha koji kao mladi asistent sve više napreduje.
2000. godine Mourinho preuzima Benficu koju počinje samostalno voditi. U svojem stilu vođenja momčadi, naglašava trening kao važnu sastavnicu uspješne momčadi. Nakon kratkih, ali uspješnog razdoblja u Benfici i U.D. Leiriji, Mourinho odlazi u Porto.
Mourinho od Porta stvara moćni sastav koji 2003. godine osvaja trostruku krunu - prvenstvo, kup i Kup UEFA. Još veći uspjeh slijedi 2004. kada Murinho, osim obranjenog naslova prvaka, osvaja i Ligu prvaka.
Ti rezultati bili su dovoljni da ga ruski miljarder Roman Abramovič dovede u Chelsea, gotovo mjesec dana nakon osvajanja Lige prvaka. U Engleskoj, portugalski stručnjak s Chelseajom osvaja dva uzastopna naslova engleskog prvaka 2005. i 2006.
Zbog svojih izjava, mediji ga često puta nazivaju prgavcem ili pak kontroverznom osobom, no zbog velikih uspjeha u Portu i Chelseaju, Mourinho u nogometnom svijetu uživa veliki respekt. Smatra se jednim od najboljih nogometnih trenera na Svijetu. Njegovu trenersku veličinu potvrdila je i Međunarodna federacija za nogometnu povijest i statistiku, (IFFHS), koja ga je proglasila najboljim trenerom svijeta, za sezone 2004./05. i 2005./06.
Nakon naprasnog odlaska iz londonske momčadi, Mourinho odlazi u Italiju, gdje sredinom 2008. potpisuje za Inter Milan. U roku od svega tri mjeseca, s klubom osvaja prvi trofej - talijanski Superkup. Svoju debitantsku sezonu u Serie A završio je osvajanjem Scudetta, koji je obranio godinu poslije. S njim osvaja Ligu prvaka 2009./10. i postaje treći trener u povijesti nogometa (uz Ottmara Hitzfelda i Ernsta Happela) koji je postao prvak Europe s dva različita kluba.
Dne 28. svibnja 2010. Real Madrid potvrđuje da je potpisao ugovor s Mourinhom. U dvije godine, s Realom osvaja tri trofeja - La Ligu, Kup Kralja i Španjolski Superkup. Nakon Reala, vraća se u Chelsea s kojim ponovo postaje prvak Engleske 2015. godine i osvaja Engleski Liga kup iste te godine. Onda, u razdoblju od 2016. do 2019. godine, trenira Manchester United. S njim isto tako pravi uspjehe, osvojivši UEFA Europsku ligu, Liga kup i FA Community Shield.
Dne 20. studenoga 2019. godine, postavljen je za trenera Tottenham Hotspur, s kojim potpisuje troipolgodišnji ugovor.

## Početci
José Mário dos Santos Félix Mourinho rođen je 1963. u velikoj obitelji srednje klase u portugalskom gradu Setúbalu. Njegov otac, Félix Mourinho bio je profesionalni nogometaš (vratar) te je igrao za Belenenses i Vitóriju de Setúbal. Tokom karijere uspio je jednom nastupiti za portugalsku reprezentaciju.
Majka Maria Júlia Mourinho bila je osnovno školska učiteljica koja je dolazila iz imućne obitelji. Primjerice, njezin ujak financirao je izgradnju stadiona Vitórije de Setúbal.
Kada je u travnju 1974. pao režim Estado Novo, a samim time i portugalski diktator António de Oliveira Salazar, obitelj Mourinho izgubila je sve, osim imovine o obližnjem gradu Palmela.
Mourinho je kao dijete bio popularan među vršnjacima, dok ga je majka ohrabrivala da bude uspješan u svojim nastojanjima. Malog Mourinha veoma je zanimao nogomet, te je otac Félix bio impresioniran sinovljevim znanjem o nogometu. Zbog nogometnih obveza u Portu i Lisabonu, otac je često bio odvojen od sina i obitelji. Ipak, Mourinho je uspio provesti vrijeme s ocem, dok je kao tinejdžer, često putovao na gostujuće utakmice gdje je igrao očev klub.
Nakon što je otac prekinuo nogometnu karijeru kao igrač, on postaje trener. Mladi se Mourinho tada počinje ozbiljnije zanimati za nogomet te počinje promatrati treninge i izviđati protivničke momčadi.
Mourinho želi slijediti stope svog oca, te i sam počinje igrati nogomet. Najprije započinje igrati u podmatku Belenensesa. Prelaskom na profeionalni nivo, Mourinho započinje igrati za Rio Ave (gdje mu je otac bio trener) a kasnije za Belenenses i Sesimbru. Bilo je evidentno da Mourinho zbog nedostatka brzine i snage ne može postati profesionalni nogometaš. Shvativši to, Mourinho je odlučio postati profesionalni trener.
Njegova majka imala je druge planove za sina, te ga upisala na poslovnu školu. On je odustao od toga već nakon prvog dana nastave, te se usredotočio na sport. Odabrao je studij na Instituto Superior de Educação Física, u sklopu Tehničkog Sveučilišta u Lisabonu. Studirao je na smjeru profesora tjelesnog odgoja. Bio je profesor tjelesnog u raznim školama, a nakon pet godina studija stekao je diplomu s dobrim ocjenama.
Nakon što je pohodio sportske tečajeve koje su održavali predstavnici iz engleskog i škotskog nogometnog saveza. Tada je bivši škotski menadžer Andy Roxburgh, u svojem zapisniku napisao o Mourinhu kao mladome treneru koji daje veliku pozornost detaljima.
Mourinho je nastojao redefinirati ulogu nogometnog trenera, miješanjem trenerske teorije s motivacijom i psihološkim tehnikama.

## Mourinho kao asistent
Nakon što je napustio posao profesora tjelesnog odgoja, Mourinho je u rodnome gradu tražio načine kako da postane profesionalni trener. Tako je postao trener mlađih kategorija u klubu Vitória de Setúbal, početkom 1990-ih.
Polako je počeo napredovati, te je prihvatio mjesto asistenta u klubu Estrela Amadora. Mourinho je žudio za većim izazovima. 1992. u Lisabon dolazi sir Bobby Robson kao trener Sportinga. Englez je tada tražio lokalnog trenera s dobrim poznavanjem engleskog jezika, i Mourinho je dobio posao prevoditelja.

## Menadžerska statistika
| Klub        | Nacija     | Prva utakmica      | Zadnja utakmica    | Br. utak. | Pob. | Ner. | Izg. | Pob. u % |
| ----------- | ---------- | ------------------ | ------------------ | --------- | ---- | ---- | ---- | -------- |
| Benfica     | Portugal   | 20. rujna 2000.    | 5. prosinca 2000.  | 11        | 6    | 3    | 2    | 54,55    |
| Leiria      | Portugal   | siječanj 2001.     | 20. siječnja 2002. | 31        | 17   | 10   | 4    | 54,84    |
| Porto       | Portugal   | 23. siječnja 2002. | 26. svibnja 2004.  | 127       | 88   | 24   | 15   | 69,29    |
| Chelsea     | Engleska   | 2. lipnja 2004.    | 20. rujna 2007.    | 185       | 131  | 36   | 18   | 70,81    |
| Inter Milan | Italija    | 2. lipnja 2008.    | 28. svibnja 2010.  | 108       | 67   | 26   | 15   | 62,96    |
| Real Madrid | Španjolska | 31. svibnja 2010.  | 1. lipnja 2013.    | 178       | 128  | 28   | 22   | 71,91    |
| Chelsea     | Engleska   | 3. lipnja 2013.    | 17. prosinca 2015. | 136       | 80   | 28   | 27   | 58,82    |

- U statistiku su uključene sve utakmice odigrane do 17. prosinca 2015.

## Menadžerski učinak
Do 9. svibnja 2010., nakon 37. kola talijanske Serie A, Mourinho je u ukupnoj karijeri napravio niz od 136 neizgubljenih utakmica odigranih na domaćem terenu.
Posljednji poraz, koji je Mourinho doživio na vlastitom terenu, bio je 3:2 poraz protiv Beire-Mar, 23. veljače 2002., dok je vodio Porto.
Ta statistika uključuje:
| Klub        | Nacija   | Ukupno | Br. pobjeda | Br. remija |
| ----------- | -------- | ------ | ----------- | ---------- |
| Porto       | Portugal | 38     | 36          | 2          |
| Chelsea     | Engleska | 60     | 46          | 14         |
| Inter Milan | Italija  | 38     | 29          | 9          |

## Vanjske poveznice
- Statistika igrača na soccerbase.com  Arhivirana inačica izvorne stranice od 22. ožujka 2010. (Wayback Machine)
- Mourinho na imdb.com
- Podaci o José Mourinhu kao igraču
- Jose-Mourinho.Info.[neaktivna poveznica]